# Неинвазивное пренатальное тестирование
Неинвазивное пренатальное тестирование (англ. Non-Invasive Prenatal Testing, NIPT) — методика анализа внеклеточной ДНК плода, циркулирующей в крови беременной женщины, для скрининга с целью выявления трисомии по 21-й хромосоме (синдром Дауна) и некоторых других анеуплодий. Может выполняться начиная с 10-й недели беременности (обычно производится между 10-й и 22-й неделями, а результаты получают спустя неделю или более). Методика называется «неинвазивной», потому что для проведения анализа достаточно традиционного забора крови из вены беременной, в отличие от амниоцентеза, кордоцентеза и биопсии ворсин хориона. Иногда это тестирование называют[где?] (диагностика основных трисомий).
Определяемые хромосомные патологии:
- синдром Дауна;
- синдром Эдвардса;
- синдром Патау;
- синдром Шерешевского — Тёрнера;
- синдром Клайнфельтера.

## Метод исследования
Методика основывается на количественном анализе ДНК, проводимом с помощью массового параллельного полногеномного секвенирования. В норме все хромосомы представлены одинаково. В случае трисомии наблюдается повышение представленности 21, 18, 13, X или Y хромосом. Количество получаемых данных на каждый исследуемый образец составляет около 5—10 млн последовательностей длиной 50 нуклеотидов. Из анализа исключаются считывания с низким качеством, а также попадающие на повторы и известные районы копийных полиморфизмов. Это необходимо для того, чтобы избежать возникновения местных аномальных скачков представленности. Оставшиеся последовательности картируются на геном человека.

## Показания
Прямыми показаниями к проведению тестирования являются факторы генетического риска:
- возраст беременной более 35 лет;
- носительство одним из супругов хромосомной перестройки;
- наличие семейных случаев рождения ребёнка с хромосомной аномалией или прерывание беременности по медицинским показателям в связи с пренатально обнаруженной хромосомной аномалией;
- данные биохимического скрининга.

Однако практика пренатальной диагностики, выполняемая по общепринятым показаниям (старший возраст женщин, отягощённый генетический анамнез и так далее), продемонстрировала, что большинство детей с синдромом Дауна рождаются молодыми матерями, то есть болезнь возникает спорадически в семьях без отягощённого анамнеза.
Важно исключить (либо подтвердить) патологии плода на раннем сроке беременности, чтобы семья могла принять взвешенное решение о прерывании беременности до наступления жизнеспособности плода, однако в большинстве стран точное заключение производится через 22 недели после проведения инвазивной диагностики. При этом методы амниоцентеза, кордоцентеза или биопсии ворсин хориона не являются абсолютно безопасными и в ряде случаев приводят к прерыванию беременности. 

## История
Пренатальная диагностика — относительно новый раздел медицинской генетики, возникший в 1970-е годы на стыке клинических и фундаментальных наук. Диагностику проводили в тех случаях, когда у пациентки было несколько факторов генетического риска. Таким образом не было достигнуто ожидаемого эффекта — глобального снижения числа случаев рождения детей с генетическими нарушениями.
Со временем подходы к профилактики анеуплоидии были пересмотрены в пользу безвыборочного скрининга всех беременных безопасным методом. Стали разрабатываться неинвазивные скрининг-тесты, позволяющие выявить среди беременных группу высокого риска на основе иммуноферментного анализа (ИФА) сыворотки крови беременных.  Однако сывороточный ИФА-тест — это не диагностический метод, и результаты, полученные при его использовании, показывают только величину риска аномалии.
В результате глобального развития генетических методик стало возможным анализировать ДНК плода, свободно циркулирующие в крови матери, со второго месяца беременности. В 2013 году был разработан безошибочный алгоритм вычисления хромосомных аномалий плода по крови матери. 